# 渡辺直治郎
渡辺 直治郎（わたなべ なおじろう、1917年4月11日 - 2003年8月9日 ）は、日本の経営者。三菱製紙の社長・会長を務めた。

## 来歴・人物
埼玉県出身。1940年に東京帝国大学法学部法律学科を卒業し、同年に三菱銀行に入行した。1968年11月に取締役に就任し、1971年5月に三菱製紙に転じ、常務に就任し、1973年11月に専務、1977年6月に副社長を経て、1978年6月に社長に就任。1985年6月に会長に就任し、1992年6月に取締役相談役を経て、1997年6月に相談役に就任。
1989年11月に勲三等旭日中綬章を受章。
2003年8月9日、心不全のために死去。86歳没。